# Grottaminarda
Grottaminarda est une commune italienne de la province d'Avellino dans la région Campanie en Italie.

## Administration
| Période                                  | Période | Identité | Étiquette | Qualité |
| ---------------------------------------- | ------- | -------- | --------- | ------- |
|                                          |         |          |           |         |
| Les données manquantes sont à compléter. |         |          |           |         |

### Communes limitrophes
Ariano Irpino, Bonito, Flumeri, Fontanarosa, Frigento, Gesualdo, Melito Irpino, Mirabella Eclano

## Personnalités
- Vincenzo Volpe (1855-1929), peintre